# DC:0-3R
Klasyfikacja diagnostyczna DC:0-3R (Diagnostic Classification of Mental Health And Development Disorders Of Infancy and Early Childhood - Revised Edition) - poprawiona edycja klasyfikacji diagnostycznej zaburzeń psychicznych i rozwojowych w okresie niemowlęctwa i wczesnego dzieciństwa DC:0-3 wydanej w 1994 roku przez ZERO TO THREE: National Center for Infants Toddlers and Families.
DC:O-3R jest publikacją, która powstała w wyniku  długoletniej pracy zespołu interdyscyplinarnego, w skład którego wchodzili specjaliści, zajmujący się rozwojem psychicznym niemowląt i małych dzieci. Powstała w odpowiedzi na zapotrzebowanie na systematyczne, rozwojowo ukierunkowane podejście do klasyfikowania problemów rozwojowych i problemów zdrowia psychicznego pojawiających się w pierwszych czterech latach życia dziecka. DC:0-3R jest próbą klasyfikacji zaburzeń tego okresu i stanowi ważne uzupełnienie klasyfikacji DSM-IV i ICD-10. 
Ustalono schemat opierający się na pięciu osiach:
- I - Diagnoza podstawowa
- II - Klasyfikacja zaburzeń relacji
- III - Choroby i problemy medyczne oraz rozwojowe
- IV - Stresory psychospołeczne
- V - Poziom rozwoju funkcjonowania emocjonalnego

Publikacja DC:0-3R została przetłumaczona na ponad 8 języków.
Polskie wydanie DC:0-3R, Oficyna Wydawnicza Fundament S.C., Warszawa 2007, ISBN 978-83-925198-0-5